# تینگویک، کبک
تینگویک (به فرانسوی: Tingwick) شهری در منطقه شهری آرتاباسکا ناحیه سانتر-دو-کبک در استان کبک کانادا است. در سرشماری سال ۲۰۱۱ این شهر ۱٬۴۹۲ نفر جمعیت داشته‌است و مساحت آن ۱۶۸٫۹۳ کیلومتر مربع است.